# Slag bij Ruspina

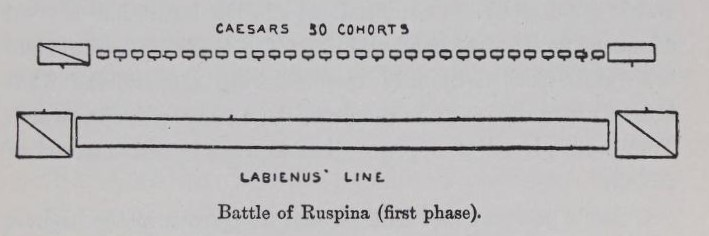
1e fase van de slag

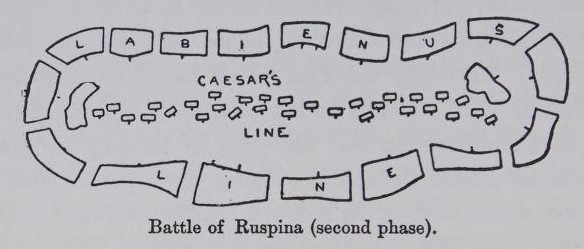
2e fase van de slag

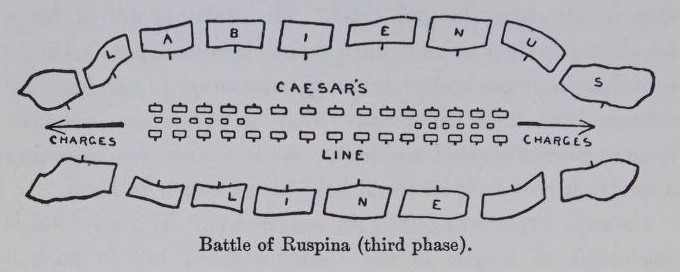
3e fase van de slag

De Slag bij Ruspina was een gevecht tussen de troepen van Julius Caesar en Titus Labienus in 46 v.Chr..
Titus Labienus was tijdens de Gallische Oorlog de onderbevelhebber van Julius Caesar. Toen in 49 v.Chr. de Romeinse burgeroorlog tussen Pompeius en Caesar uitbrak koos hij echter niet voor Caesar, maar voor diens rivaal Pompeius. De slag bij Ruspina werd uitgevochten op 4 januari 46 v.Chr. bij Ruspina, een Romeinse stad bij het huidige Monastir (Tunesië).
Caesar voer op 25 december 47 v.Chr. vanuit Sicilië met zes legioenen, waaronder het 5e legioen Alaudae, en 2000 man cavalerie naar Afrika. Stormachtig weer op zee belette de zeemacht van Pompeius om de oversteek te verhinderen, maar zorgde er ook voor dat Caesars vloot uiteen werd geslagen. Hij bereikte Hadrumentum, het hedendaagse Sousse, met slechts 3000 soldaten en 150 man cavalerie op 28 december. Hij nam de havens van Leptis Parva en Ruspina in en liet verdedigingswerken aanleggen. De dagen daarop arriveerden meerdere schepen en uiteindelijk kon Caesar beschikken over drie legioenen, 400 man cavalerie en 150 boogschutters. Omdat de meeste voorraden in de storm verloren waren gegaan, moesten de soldaten in de buurt voedsel verzamelen. Tijdens het verzamelen, ongeveer drie mijl buiten het kamp, werden Caesars troepen overvallen door het veel grotere leger van Labienus, voornamelijk lichte Numidische cavalerie. Caesar kon zijn leger ternauwernood voor complete vernietiging behoeden en wist zijn legerkamp te bereiken.
Labienus won de slag doordat hij veel meer soldaten op de been kon brengen. Caesar verloor bijna een derde van zijn leger en bleef in het kamp totdat versterkingen waren gearriveerd voordat hij opnieuw tegen Pompeius optrok.
Oorlogen van de Romeinse Republiek
· Romeins-Etruskische Oorlogen
· Romeins-Aequische Oorlogen
· Latijnse Oorlog
· Romeins-Hernicische Oorlogen
· Romeins-Volscische Oorlogen
· Samnitische oorlogen (Eerste, Tweede, Derde)
· Pyrrhische Oorlog
· Punische oorlogen (Eerste, Tweede, Derde)
· Illyrische Oorlogen (Eerste, Tweede, Derde)
· Macedonische Oorlogen (Eerste, Tweede, Derde, Vierde)
· Romeins-Seleucidische Oorlog
· Aetolische Oorlog
· Galatische Oorlog
· Romeinse Verovering van Hispania (Eerste Celtiberische Oorlog, Lusitanische Oorlog, Numantische Oorlog, Sertorische Oorlog, Cantabrische Oorlogen)
· Achaeïsche Oorlog
· Oorlog tegen Jugurtha
· Cimbrische Oorlog
· Servilische Oorlogen (Eerste, Tweede, Derde)
· Bondgenotenoorlog
· Sulla's Burgeroorlogen (Eerste, Tweede)
· Mithridatische oorlogen (Eerste, Tweede, Derde)
· Gallische Oorlog
· Romeinse expedities naar Britannia
· Burgeroorlog tussen Pompeius en Caesar
· Einde van de Republiek (Slag bij Mutina, Burgeroorlog tegen Brutus en Cassius, Siciliaanse Opstand, Perusiaanse Oorlog, Burgeroorlog tussen Antonius en Octavianus)
Oorlogen van het Romeinse Keizerrijk
· Germaanse Oorlogen (Teutoburgerwoud, Marcomannenoorlog, Alemannische Oorlogen, Gotische Oorlog, Visigotische Oorlogen)
· Romeinse verovering van Britannia
· Boudicca
· Armenische Oorlog
· Vierkeizerjaar
· Joodse Oorlog
· Romeins-Parthische Oorlog
· Romeins-Perzische oorlogen
· Burgeroorlogen van de derde eeuw
. Gotische oorlog (376-382)
. Gotische opstand van Alarik I
. Gildonische opstand
. Gotische oorlog (402-403)
. Pictische oorlog van Stilicho
. Oorlog van Heraclianus
. Oorlog van Radegaisus
. Rijnoversteek
. Romeinse Burgeroorlog 427-429
· Val van het West-Romeinse Rijk